# Sceaux-du-Gâtinais
Sceaux-du-Gâtinais település Franciaországban, Loiret megyében. Lakosainak száma 613 fő (2022. január 1.). Sceaux-du-Gâtinais Auxy, Bordeaux-en-Gâtinais, Corbeilles, Courtempierre, Beaumont-du-Gâtinais, Château-Landon, Gironville és Mondreville községekkel határos.

## Népesség
A település népessége az elmúlt években az alábbi módon változott:
| Lakosok száma | 609  | 471  | 447  | 577  | 651  | 642  | 635  | 632  | 626  | 613  |
|               | 1968 | 1982 | 1990 | 2006 | 2013 | 2015 | 2017 | 2019 | 2020 | 2022 |